# Perro de agua del cantábrico
Perro de agua del cantábrico är en hundras från Kantabrien i norra Spanien. Den är en vattenhund som använts för apportering av fiskeredskap och fisk samt för att döda råttor. Rasen är inte erkänd av den spanska kennelklubben Real Sociedad Canina en España (RSCE). Men Kantabriens regionala regerings jordbruksmyndighet bedriver ett utvecklingsarbete och har skrivit en standard. Det finns också en regional rasklubb.